# 薛東浩
薛東浩（1950年11月21日—），是大韓民國的教育家，2014年7月1日起擔任大田廣域市教育監。

## 生平
薛東浩高中就讀普文高等學校，後進入忠南大學英國文學系，被視為保守派的教育人物。
2014年6月4日，薛東浩在大韓民國第六屆教育監選舉中以198,364票擊敗五名候選人崔漢成（韓語：최한성）、韓崇東（韓語：한숭동）、李昶基（韓語：이창기）、鄭相範（韓語：정상범）及金東建（韓語：김동건）當選大田廣域市教育監。